# 82. Reserve-Division (Deutsches Kaiserreich)
Die 82. Reserve-Division war ein Großverband der Preußischen Armee im Ersten Weltkrieg.

## Gliederung

### Kriegsgliederung vom 29. Dezember 1914
- 82. Reserve-Infanterie-Brigade
  - Reserve-Infanterie-Regiment Nr. 270
  - Reserve-Infanterie-Regiment Nr. 271
  - Reserve-Infanterie-Regiment Nr. 272
  - Reserve-Radfahrer-Kompanie Nr. 82
  - Reserve-Kavallerie-Abteilung Nr. 82
- 82. Reserve-Feldartillerie-Brigade
  - Reserve-Feldartillerie-Regiment Nr. 69
  - Reserve-Feldartillerie-Regiment Nr. 70
  - Reserve-Pionier-Kompanie Nr. 86

### Kriegsgliederung vom 4. Januar 1918
- 82. Reserve-Infanterie-Brigade
  - Reserve-Infanterie-Regiment Nr. 270
  - Reserve-Infanterie-Regiment Nr. 271
  - Reserve-Infanterie-Regiment Nr. 272
  - 3. Eskadron/1. Garde-Dragoner-Regiment „Königin Viktoria von Großbritannien und Irland“
- Artillerie-Kommandeur Nr. 82
  - Reserve-Feldartillerie-Regiment Nr. 70
  - I. Bataillon/Thüringisches Fußartillerie-Regiment Nr. 18
- Pionier-Bataillon Nr. 382
- Divisions-Nachrichten-Kommandeur Nr. 482

## Geschichte
Die Division wurde im Dezember 1914 aufgestellt, über Belgien an die Westfront transportiert und im Januar 1915 bei Kortrijk ausgeladen. Im Februar 1915 kämpfte der Großverband im Raum Chaulnes westlich der Somme. Am 28. März erfolgte der Abtransport nach Galizien an die Ostfront zum XXXXI. Reserve-Korps. Sie nahm Anfang Mai an der Gorlice-Tarnow-Offensive teil, überquerte den San und beteiligte sich an den Kämpfen um Przemysl. Am 9. Mai kämpfte sie bei Jaslo, vom 12. bis 21. Mai im Süden von Radymno und Anfang Juni bei Medyka. Mitte Juni 1915 kämpfte die Division in der Schlacht von Lemberg und war im August 1915 an der Eroberung von Brest-Litowsk und Pinsk beteiligt, bevor sie im dortigen Sumpfgebiet zum Stellungskrieg überging.
Anfang Dezember 1917 wurde die Division an die Westfront zurückverlegt und zunächst nordwestlich von Conflans (Raum Verdun) eingesetzt. Im August 1918 lag sie in Stellung bei Arvillers und wurde am 18. aus den Raum nordwestlich von Roye zurückgezogen.  Sie verteidigte zwischen 27. August und 2. September am Canal du Nord etwa an der Linie Chaulnes bis nördlich von Moyencourt. Zu Ende des Krieges im November 1918 kämpfte sie südlich von Guise.
Nach Kriegsende marschierte die Division in die Heimat zurück, wurde demobilisiert und am 2. Februar 1919 aufgelöst.

### Gefechtskalender

#### 1915
- 23. Januar bis 30. März --- Stellungskampf westlich der Somme
- 31. März bis 22. April --- Reserve der OHL und Transport nach Osten
- 23. bis 30. April --- Stellungskampf bei Gorlice-Tarnow
- 1. bis 3. Mai --- Schlacht bei Gorlice-Tarnow
- 4. bis 23. Mai --- Verfolgungskämpfe nach der Schlacht von Gorlice-Tarnow
- 16. bis 23. Mai --- Übergang über den San
- 24. bis 26. Mai --- Kämpfe bei Radymno und am San
- 27. Mai bis 7. Juni --- Kämpfe um Przemysl
- 17. bis 22. Juni --- Schlacht bei Lemberg
- 22. Juni bis 8. Juli --- Verfolgungskämpfe an der galizisch-polnischen Grenze
- 19. bis 30. Juli --- Schlacht bei Hrubieszow
- 1. bis 3. August --- Schlacht bei Cholm
- 7. bis 12. August --- Schlacht an der Ucherka
- 13. bis 17. August --- Schlacht bei Wlodawa
- 18. bis 24. August --- Angriff auf Brest-Litowsk
- 25. bis 26. August --- Einnahme von Brest-Litowsk
- 27. bis 28. August --- Verfolgung auf Kobryn
- 29. bis 31. August --- Verfolgung durch die Pripet-Sümpfe
- 31. August bis 1. September --- Schlacht bei Horodec
- 4. bis 6. September --- Schlacht bei Drohiczyn-Chomsk
- 8. bis 15. September --- Verfolgung nach Pinsk
- 16. September --- Einnahme von Pinsk
- 17. bis 18. September --- Gefechte bei Pinsk und Logischin
- ab 1. Oktober --- Stellungskampf in den Pripet-Sümpfen

#### 1916
- 1. Januar bis 31. Dezember --- Stellungskampf in den Pripet-Sümpfen

#### 1917
- bis 1. Dezember --- Stellungskampf in den Pripet-Sümpfen
- 2. bis 7. Dezember --- Waffenruhe
- 8. bis 15. Dezember --- Transport nach Westen
- 16. bis 30. Dezember --- Reserve der OHL bei der Armeeabteilung C
- ab 30. Dezember --- Stellungskämpfe auf den Maashöhen bei Lamorvill-Spada und St. Mihiel

#### 1918
- bis 22. April --- Stellungskämpfe auf den Maashöhen bei Lamorvill-Spada und St. Mihiel
- 22. bis 28. April --- Reserve der OHL
- 29. April bis 7. Mai --- Reserve der 18. Armee
- 7. Mai bis 8. Juni --- Kämpfe an der Avre und bei Montdidier und Noyon
- 9. Juni bis 7. August --- Kämpfe an der Avre und an der Matz
- 8. bis 10. August --- Abwehrschlacht zwischen Somme und Avre (Teile der Division)
- 8. bis 9. August --- Tankschlacht zwischen Ancre und Avre (Teile der Division)
- 8. August bis 3. September --- Abwehrschlacht zwischen Somme und Oise
  - 28. August bis 3. September --- Schlacht am Nordkanal und bei Nesle und Noyon
- 4. bis 18. September --- Kämpfe vor der Siegfriedfront
- 19. September bis 9. Oktober --- Abwehrschlacht zwischen Cambrai und St. Quentin
- 10. Oktober bis 4. November --- Kämpfe vor und in der Hermannstellung
  - 17. bis 26. Oktober --- Kämpfe zwischen Oise und Serre
- 4. November --- Schlacht um Guise
- 5. bis 11. November --- Rückzugskämpfe vor der Antwerpen-Maas-Stellung
- ab 12. November --- Räumung des besetzten Gebietes und Marsch in die Heimat

## Kommandeure
| Dienstgrad   | Name                                         | Datum                                   |
| ------------ | -------------------------------------------- | --------------------------------------- |
| Generalmajor | Karl Friedrich Siegfried Fabarius            | 24. Dezember 1914 bis 29. November 1915 |
| Generalmajor | Dietrich Freiherr von Speßhardt              | 30. November 1915 bis 12. August 1916   |
| Generalmajor | Eberhard von Hofacker                        | 13. August bis 19. Dezember 1916        |
| Generalmajor | Erich von Redern                             | 20. Dezember 1916 bis 1. November 1917  |
| Generalmajor | Oskar Friedrich Alfred von Lorne de St. Ange | 2. November 1917 bis 2. Februar 1919    |